# Liste der Monuments historiques in Therdonne
Die Liste der Monuments historiques in Therdonne führt die Monuments historiques in der französischen Gemeinde Therdonne auf.

## Liste der Bauwerke
| Bezeichnung    | Beschreibung | Standort | Kennzeichnung | Schutzstatus | Datum | Bild           |
| -------------- | ------------ | -------- | ------------- | ------------ | ----- | -------------- |
| Kirche St-Ouen |              | (Lage)   | PA00114917    | Classé       | 1913  | weitere Bilder |

## Liste der Objekte
- Monuments historiques (Objekte) in Therdonne in der Base Palissy des französischen Kultusministeriums